# Station Beër Sjeva Centraal
Station Beër Sjeva-Centraal (Merkaz) (Hebreeuws: תחנת באר שבע מרכז, Taḥanat HaRakevet Be'er Sheva Merkaz) is een treinstation in de Israëlische stad Beër Sjeva.
Het station is gelegen ligt aan de straat Yitzhak Ben Zvi, in de nabije omgeving van het busstation en het winkelcentrum HaNagev.
Station Beër Sjeva-Centraal is het eindpunt van het traject Beër Sjeva-Nahariya.
| Eindbestemming | Vorig station | Lijn                | Volgend station  | Eindbestemming |
| -------------- | ------------- | ------------------- | ---------------- | -------------- |
| eindpunt       | eindpunt      | Beër Sjeva-Nahariya | Beër Sjeva-Noord | Nahariya       |